# Morningrise
Albums de Opeth
Orchid
(1995) My Arms, Your Hearse
(1998)
Morningrise est le deuxième album studio du groupe de death metal progressif suédois Opeth, sortie le 24 juin 1996 chez Candlelight Records.

## Liste des pistes
1. Advent – 13:45
2. The Night and the Silent Water – 11:00
3. Nectar – 10:09
4. Black Rose Immortal – 20:14
5. To Bid You Farewell – 10:57

### Réédition de 2000
La réédition de 2000 contient une piste additionnelle, enregistrée pendant la même session que l'album principal, Eternal Soul Torture (8:35).

## Personnel
- Mikael Åkerfeldt — voix, guitare acoustique et électrique
- Peter Lindgren — guitare acoustique et électrique
- Johan DeFarfalla — guitare basse
- Anders Nordin — batterie, percussion